# Ruislip Manor (metropolitana di Londra)
Ruislip Manor è una stazione della metropolitana di Londra, servita dalle linee Metropolitan e Piccadilly.

## Storia
Nel 1904 la Metropolitan Railway (MR, allora la Harrow and Uxbridge Railway) ha costruito la linea di collegamento tra Harrow on the Hill e Uxbridge, che comprendeva come unica fermata intermedia quella di Ruislip.
A marzo del 1910 è stata aperta una diramazione della linea District da South Harrow a Rayners Lane, per connettersi alla Metropolitan Railway.
La stazione di Ruislip Manor è stata aperta ad agosto 1912 come un punto di arresto del treno denominato Ruislip Manor Halt.
A ottobre 1933 i treni della linea District sono stati sostituiti da quelli della linea Piccadilly.
Per gestire il numero di passeggeri sempre crescente negli anni '30 (da 17 000 nel 1931 a 1,25 milioni nel 1937), è stata aperta una nuova stazione a giugno 1938.
La stazione è stata nuovamente rimodernata nel 2005-2006.

## Interscambi
Nelle vicinanze della stazione effettuano fermata alcune linee urbane automobilistiche, gestite da London Buses.
- Fermata autobus

## Galleria d'immagini

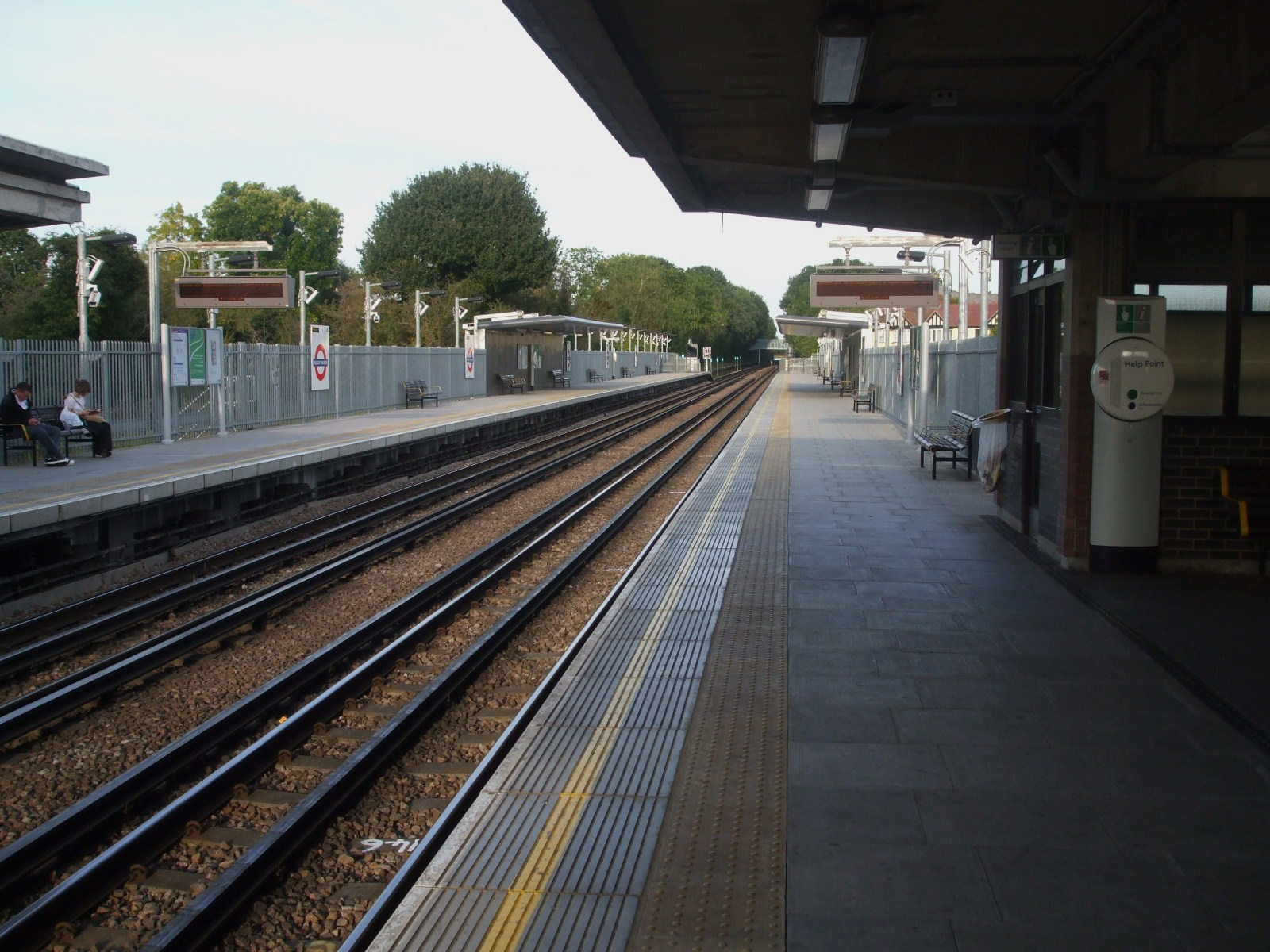
Binario ovest, guardando verso est
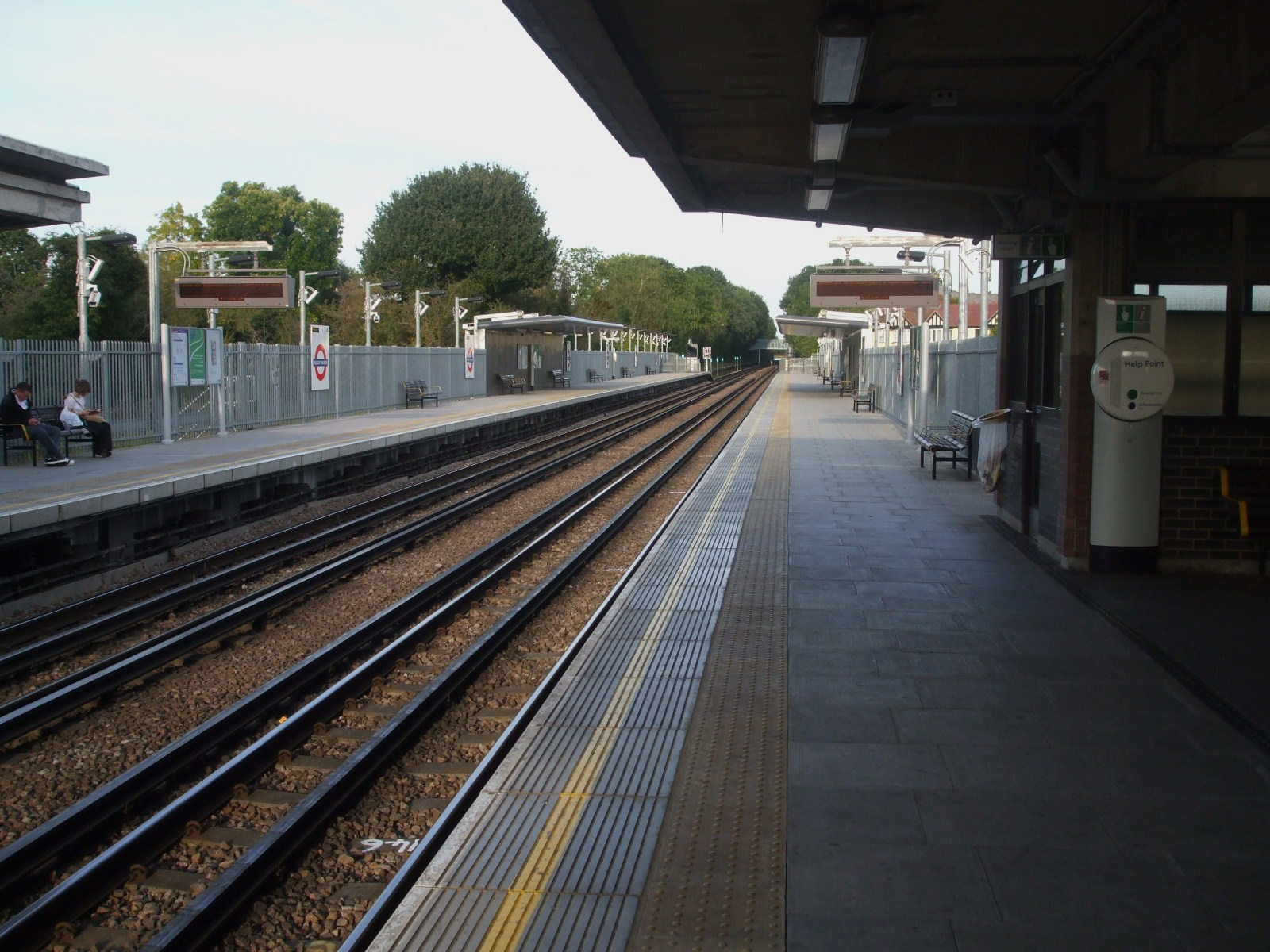
Il binario est
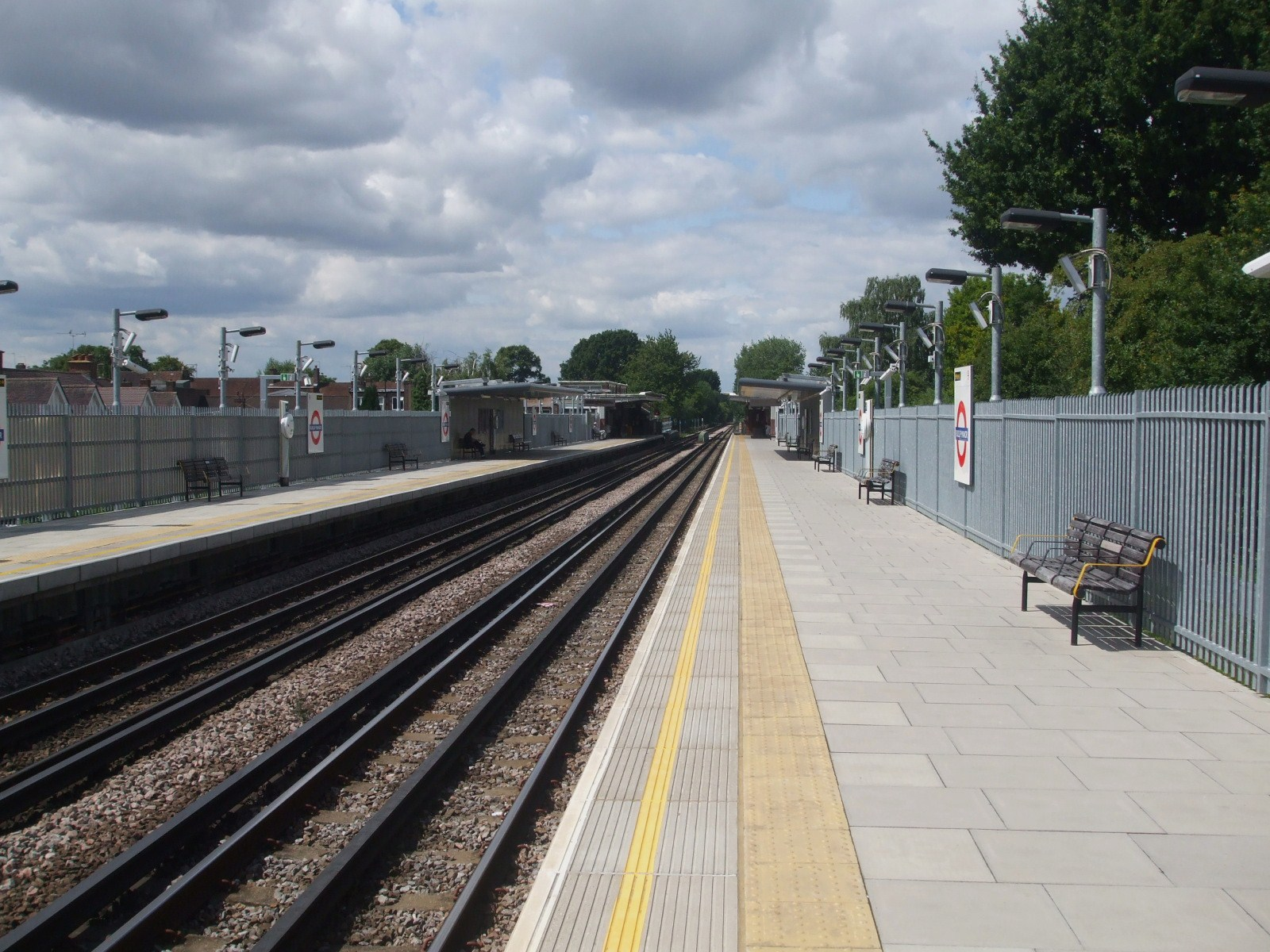
Il binario ovest
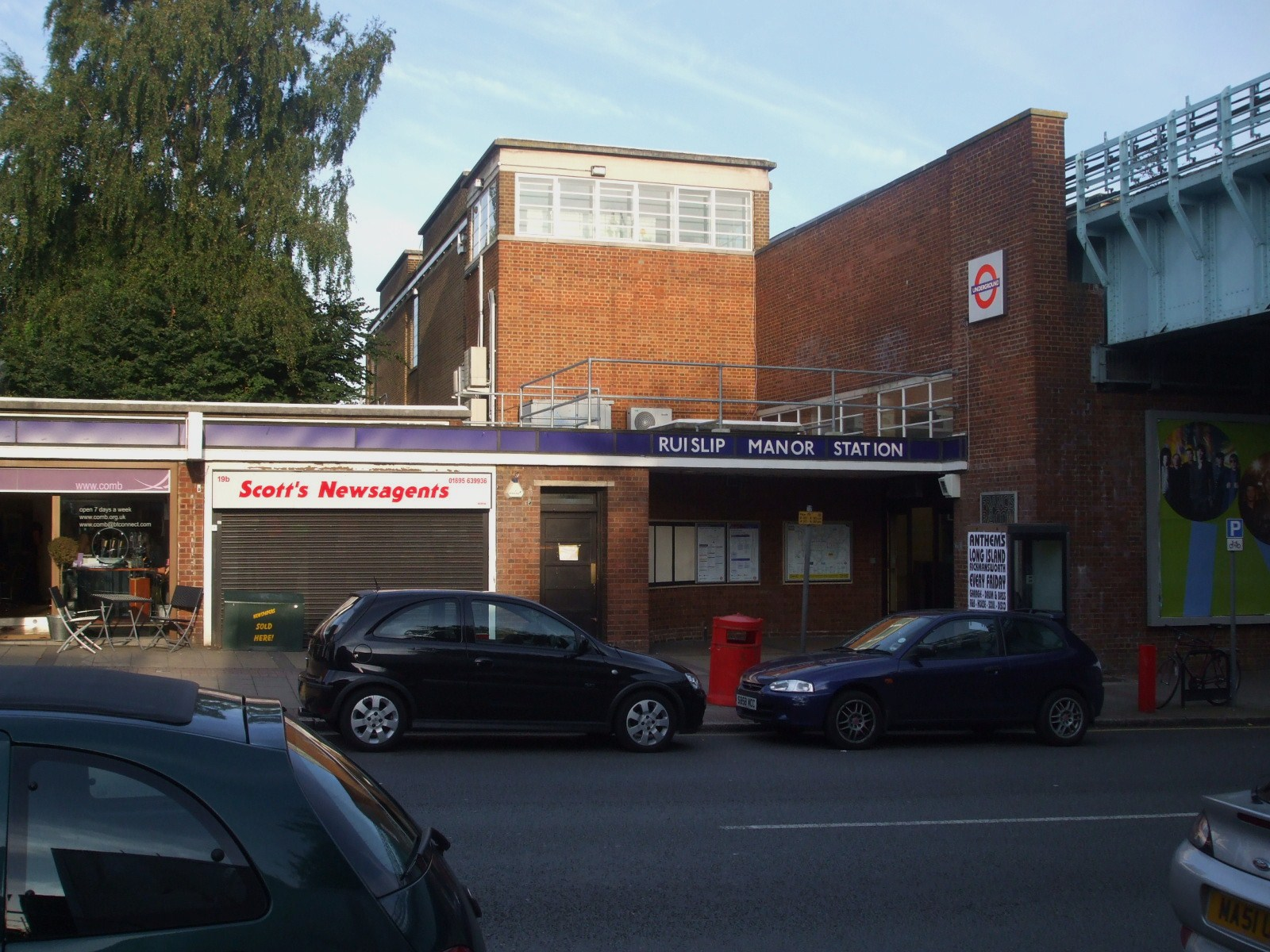
Entrata nord della stazione
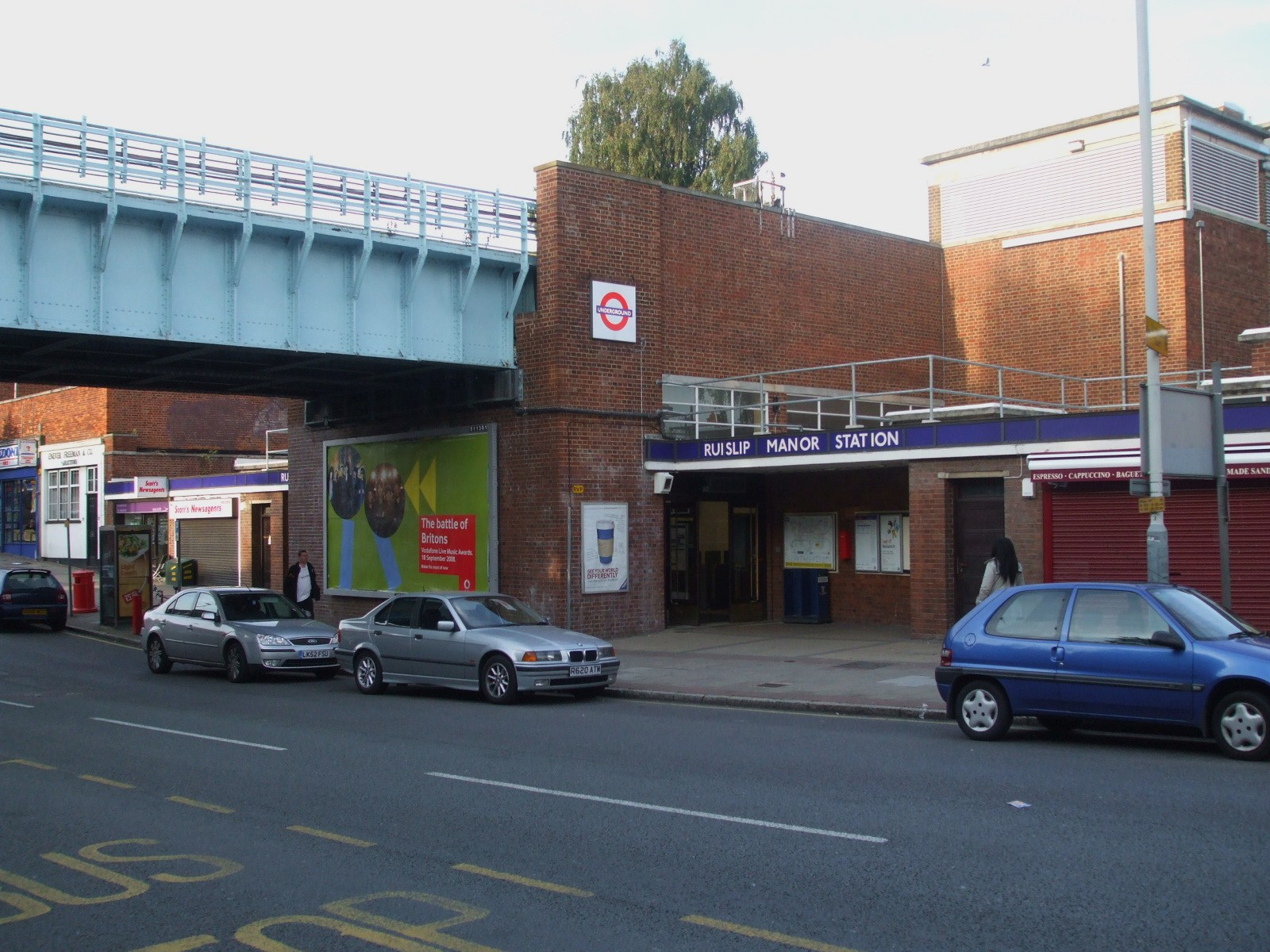
Entrata sud della stazione